# Château de la Noue (Villedômer)
Le château de la Noue est situé sur la commune de Villedômer, dans le département d'Indre-et-Loire. 

## Historique
Le château est construit au XVIe siècle. La famille Bouault en est propriétaire au cours de ce siècle. René Bouault, sieur de la Noue, est maire d'Amboise de 1596 à 1599.
M. Archambault, président au grenier à sel de Neuvy, en devint propriétaire en 1672.
Étienne Cassin, écuyer, président-trésorier de France au bureau des finances de Tours, et son épouse Marie Abraham l'acquièrent en 1736. Ils sont les parents du maire de Tours Étienne Cassin de la Noue, qui en hérite.
En 1826, le domaine devient la propriété du général baron Amédée de Cools, chef d'État-major de la Garde royale. Il est par la suite la propriété successive de sa veuve, Jeanne de Blommaert de Soye, jusqu'en 1874, puis de leur fils Emmanuel, baron de Cools, lieutenant-colonel de cavalerie (jusqu'en 1890), puis de la veuve de ce dernier, Marguerite Étignard de La Faulotte. Il appartient toujours à leur famille
Les armes des familles Étignard de La Faulotte et de Cools sont présentes sur un vitrail.
Le monument fait l’objet d’une inscription au titre des monuments historiques depuis le 1er juin 1948.